# 겨울의 대육각형
겨울철 성군인 겨울의 대육각형, 아니면 겨울의 다이아몬드는 큰개자리의 시리우스, 오리온자리의 리겔, 황소자리의 알데바란, 마차부자리의 카펠라, 쌍둥이자리의 폴룩스, 작은개자리의 프로키온을 이은 모양이다.
겨울의 대육각형에는 겨울의 대삼각형도 포함되어 있다.

## 같이 보기
- 봄의 대곡선
- 여름의 대삼각형